# Édgar Marín
Edgar Ceferino Marín Levi (Pueblo Nuevo, 22 maggio 1943 – Concepción, 16 agosto 2023) è stato un calciatore costaricano, di ruolo attaccante.

## Carriera

### Club
Nato a Pueblo Nuevo, nel cantone di Osa, cresce nel Saprissa, passa nel 1962 in prima squadra con cui vince quattro campionati nazionali.
Nell'estate 1967 viene ingaggiato dagli statunitensi dell'Oakland Clippers, con cui vince la NPSL I, progenitrice insieme alla USA, della più nota NASL. L'anno dopo sempre con i Clippers disputa la prima edizione della NASL, chiusa al secondo posto della Pacific Division.
Nel 1969, dopo aver disputato alcune amichevoli con i Clippers, viene ingaggiato dal Kansas City Spurs con cui vince la North American Soccer League 1969. Marín è stato l'autore del gol decisivo nella vittoria per 2-0 contro i Baltimore Bays che permise agli Spurs di superare in classifica l'Atlanta Chiefs grazie ai 2 punti assegnati per ogni rete.
Sempre dal 1969 giocò con i N.Y. Greek American, militanti nella American Soccer League, club che lasciò nel 1970.
Nel 1970 prova senza successo l'avventura nei Paesi Bassi, militando prima nel PEC Zwolle e poi nel Go Ahead Eagles.
Nel periodo 1967-1970 pur giocando in altri club Marín rimane legato al Saprissa con cui vince in quegli anni tre titoli nazionali.
Nel 1970 ritorna definitivamente al Saprissa, con cui vince consecutivamente altri sei campionati costaricani, oltre a tre Tornei della Fraternità Centroamericana.

### Nazionale
Dopo aver giocato nelle selezioni giovanili costaricane, Marín ha militato nella nazionale di calcio della Costa Rica, giocando trentadue incontri e segnando quattro reti.

## Palmarès

### Club

#### Competizioni nazionali
- Campionato costaricano di calcio: 12

Saprissa: 1962, 1964, 1965, 1967, 1968, 1969, 1972, 1973, 1974, 1975, 1976, 1977
- NPSL I: 1

Oakland Clippers: 1967
- North American Soccer League: 1

Kansas City Spurs: 1969

#### Competizioni internazionali
- Copa Interclubes UNCAF: 3

Saprissa: 1972, 1973, 1978